# Jean-René Quignard
Jean-René Quignard (Romorantin, departement (Loir-et-Cher), 28 december 1887 – Saint-Brieuc, departement (Côtes-d'Armor), 6 mei 1978) was een Frans componist, muziekpedagoog en organist.

## Levensloop

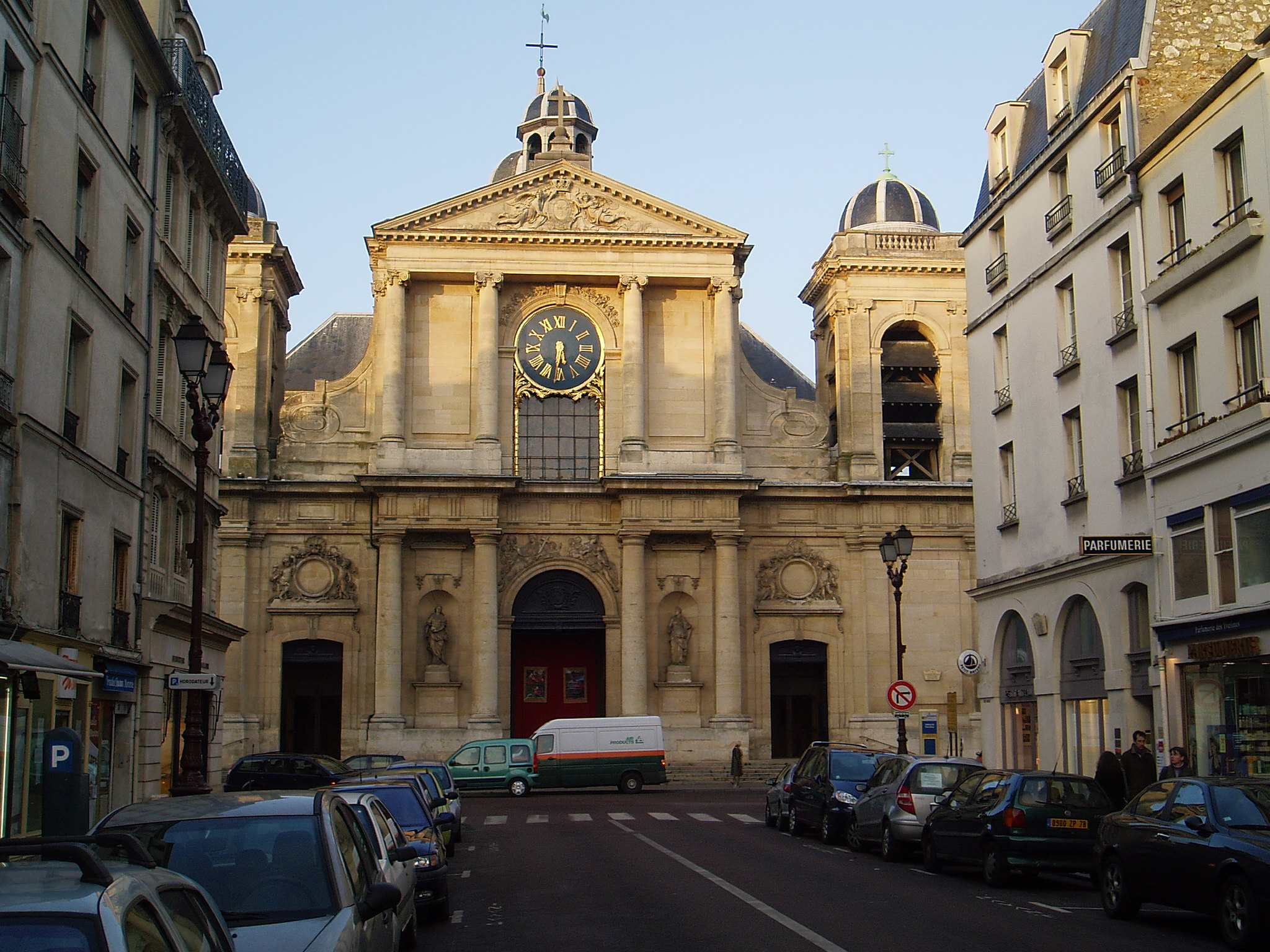
Église Notre-Dame te Versailles

Van Quignard is niet veel bekend. Hij studeerde orgel en compositie en was onder anderen leerling van Louis Vierne aan de Schola Cantorum de Paris. Hij werd Maitre de Chapelle en organist aan de Église Notre-Dame te Versailles. Later werd hij directeur van het Conservatoire de Saint-Brieuc en vertrok weer in de Bretonse bakermat. Als componist schreef hij veel kerkmuziek (missen, cantates en gewijde muziek) werken voor koor en orgel.

## Composities

### Werken voor harmonieorkest
- Parade militaire interalliée

### Missen, cantates en gewijde muziek
- 1955 Cantate Domino
- Adoremus, voor gemengd koor a capella
- Cantate Pour La Fete De Noël, voor solisten, gemengd koor en orgel
- Christus natus est, cantate voor solisten, gemengd koor en orgel
- Le Christ est ressuscité, voor gemengd koor - tekst: Marcel Belvianes
- Margot, Labourez Les Vignes, voor gemengd koor
- Messe brève de Saint Jean-Baptiste, voor solisten, gemengd koor en orgel
- Messe de Sainte Thérèse de l'Enfant Jésus, voor solisten, gemengd koor en orgel
- Messe de la Nativité, voor solisten, gemengd koor en orgel
- Messe en l'honneur du Saint-Sacrement, voor solisten, gemengd koor en orgel
- Messe pastorale de Noël, voor solisten, gemengd koor en orgel
- Missa pro defunctis, voor solisten, gemengd koor en orgel
- O plena Gratia
- Puer natus est
- Salve Sancta Parens

### Werken voor koor
- Ar pilhaouer (Le chiffonier) - tekst: A. Bodeur
- Au son du fifre
- Ballade Des Petits Anes De Cesson
- Berceuse catalan - tekst: M. Affre
- Hymne du matin - tekst: J. Racine
- Le grand orgue
- Tout l'Univers et plain de sa magnificenc - tekst: J. Racine
- Va zi bihan (Ma petite maison)

### Kamermuziek
- Contenu, voor viool, cello en piano

### Werken voor orgel
- 3 Fêtes: Fête de Noël - Fête de Pâques - Fête de Pentecôte
- L'Organiste Grégorien (Pièces pour orgue ou harmonium sur les thèmes liturgiques de la Messe et de Vêpres) Fête de Noël - Fête de Pâques - Fête de Pentecôte
- Offertoire sur un Noël (Musique d'Eglise No. 161): Noël ancien catalane
- Sortie

### Werken voor piano
- Les Heures récréatives du jeunes Pianiste